# سيوة در
سيوة در هي قرية في مقاطعة سلماس، إيران. يقدر عدد سكانها بـ 376 نسمة بحسب إحصاء 2016.